# Юридичний факультет Донецького національного університету
Юридичний факультет, створений у 1983 році, є одним із молодих і в той же час найбільшим факультетом у Донецькому національному університеті імені Василя Стуса.
Історія його створення є невід’ємною частиною багаторічної історії ДонНУ імені Василя Стуса. Біля витоків створення та формування факультету стояли такі відомі вітчизняні науковці як: академік НАН України, Герой України В.П. Шевченко, академік НАН України В.К. Мамутов, член-кореспондент Національної академії правових наук України В.Д. Волков та інші. Усі ці роки факультет зростав і процвітав, накопичував досвід й ефективно реалізовував сучасну освітню стратегію.
Факультет здійснює підготовку здобувачів за ступенем освіти бакалавр та магістр як на бюджетній, так і на договірній формах навчання за спеціалізацією 081 Право,  освітньою програмою Право.

### Навчання майбутніх юристів забезпечують чотири кафедри факультету
- кафедра конституційного, міжнародного і кримінального права; [1]
- кафедра теорії, історії держави і права та філософії права; [2]
- кафедра цивільного права і процесу; [3]
- кафедра господарського та адміністративного права. [4]

Окрім традиційних дисциплін, спрямованих на отримання знань з теорії держави і права та основних галузей права, викладачами факультету розроблено низку авторських курсів, метою яких є поглиблене вивчення особливостей правового регулювання певних суспільних відносин, аналіз проблемних питань теорії і практики у відповідній сфері. Під керівництвом викладачів юридичного факультету готуються та захищаються магістерські роботи за міжнародно-правовою і конституційно-правовою, адміністративно-правовою, цивільно-правовою, господарсько-правовою спеціалізаціями.
З метою забезпечення нерозривного зв’язку теоретичного навчання з юридичною практикою до навчального процесу залучаються досвідчені практики: судді, адвокати, працівники органів прокуратури, юстиції, провідні працівники юридичних служб органів державної влади і суб’єктів господарювання.
Факультет видає свій фаховий журнал: «Правничий часопис Донецького університету».
З метою підвищення наукового потенціалу факультету відкрито аспірантуру за відповідними юридичними науковими спеціальностями, ведеться підготовка кандидатських дисертацій.
Факультетом налагоджено співробітництво з підготовки наукових кадрів вищої кваліфікації з провідними вищими навчальними закладами та науковими установами України. Також приділяється увага міжнародній співпраці у галузі підготовки наукових кадрів, підтримуються міцні міжнародні зв’язки з закордонними партнерами країн Європи, США, Грузії, країн Балтії і ін.
На юридичному факультеті створена Навчальна лабораторія кафедри конституційного, міжнародного і кримінального права, діяльність якої спрямована на розкриття потенціалу студентів та їх підготовку як високопрофесійних спеціалістів. Також на факультеті у 1996 року створено перший в Україні Центр практичного навчання студентів-юристів, який мав на меті надати можливість студентам під час навчання набувати практичних правничих навиків. На сьогодні відповідна робота здійснюється у межах юридичної клініки «Probono» з надання безоплатної правової допомоги соціально незахищеним та малозабезпеченим верствам населення, Клубу юного юриста, який займається правовою освітою учнівської молоді в інтерактивній формі, Юридичного дискусійного клубу, у межах якого студенти мають можливість розвити ораторські здібності та виробити навики ведення фахової дискусії, а також імітаційних клінік з обслуговування суб’єктів господарювання. Кілька років на факультеті працює правнича студія «Навчальний цивільний процес», у межах якої студенти мають можливість підготувати процесуальні документи з найбільш актуальних і складних справ цивільної юрисдикції, взяти участь у модельних судових засіданнях, максимально наближених до реального судового процесу, а також отримати оцінки та фахові поради від суддів Апеляційного суду Вінницької області.
Особливістю навчального процесу в юридичних клініках та інтернатурах є широке використання інтерактивних методик, спрямованих на вироблення та закріплення певних практичних навиків. Це вимагає постійного вдосконалення навчально-методичної бази, використання в навчальному процесі міжнародного досвіду юридичних шкіл країн Європи, США, Республіки Польщі, Грузії та інших країн, а також останніх досягнень комп’ютерних та інформаційних технологій.

### Контакти
21050, м. Вінниця, вул. Грушевського, 2, каб. 311